# Rhynchospora inexpansa
Rhynchospora inexpansa är en halvgräsart som först beskrevs av André Michaux, och fick sitt nu gällande namn av Vahl. Rhynchospora inexpansa ingår i släktet småag, och familjen halvgräs. Inga underarter finns listade i Catalogue of Life.